# ヴェイッコ・ヘイノネン
ヴェイッコ・ヘイノネン（Veikko Heinonen、1934年10月4日 - 2015年11月4日）はフィンランド、ラハティ出身のスキージャンプ選手。1950年代に国際大会で活躍した。
またペサパッロのフィンランドリーグで1953年から1958年までプレーした。

## プロフィール
1951年にナショナルチーム入りし、1951年と1952年のフィンランド選手権で優勝した。1954年ノルディックスキー世界選手権に19歳で出場、同僚のマッティ・ピエティカイネンに次いで銀メダルを獲得した。
1955年のスイススキー週間ではサンモリッツとレ・ロクルの試合で勝利したがアローザの試合で転倒して総合優勝を逃した。1955-56シーズンのスキージャンプ週間ではオーベルストドルフの最初のジャンプで転倒、ガルミッシュ＝パルテンキルヒェンでは23位に終わった。
Salpausselkä、ファルン、Ounasvaaraのジャンプ大会でいずれも2位、クルムのスキー週間では自己ベストの118mを記録、東ドイツのヴェルナー・レッサーに次いで2位となった。
1966年、トレーニング中に転倒し腎臓損傷の大怪我を負い、引退した。